# Zavita širokolistarica
Zavita širokolistarica (znanstveno ime Hymenopellis radicata) je gliva iz rodu širokolistaric (Hymenopellis). V ta rod so jo uvrstili leta 2010 na podlagi molekularnih genetskih raziskav, a mikologi tega niso soglasno sprejeli in jo zato pogosto navajajo tudi pod imenoma zavita širokolistka (Oudemansiella radicata) in zaviti širokolistar (Xerula radicata). Vrstni pridevek radicata izhaja iz latinščine in pomeni ukoreninjena.

## Značilnosti
Klobuk ima v premeru od 4 do 10 cm. Najprej je konveksen ali zvonast, nato se splošči in na sredini ohrani grbico. Je bledo sivo rjave barve. V vlažnem vremenu je lepljiv, suh pa svilnat z radialnimi gubami.
Lističi so široki in razmaknjeni, krem barve, v zrelosti postane rob rjave. Na bet so pripeti zaokroženo z zobcem, ki rahlo poteka navzdol po betu.
Bet je visok od 10 do 20 cm in v premeru meri do 0,5 do 1 cm. Ima dolgo koreninasto dnišče, ki sega globoko v podlago. Na vrhu je bele barve, proti dnišču bolj rjavkast. Je fino nažlebljen in brez obročka.
Brez posebnega vonja in okusa.

## Razširjenost in življenjski prostor
Je pogosta gliva, razširjena v Severni Ameriki in Evropi. Raste poleti in jeseni kot gniloživka na razpadajočem lesu, zakopanem v zemlji.

## Mikroskopske značilnosti
Trosni odtis je bele barve. Trosi so široko elipsaste, limonaste oblike, gladki, s kalilno poro, neamiloidni in merijo 12–17 x 9–14 μm.

## Podobne vrste
- mili širokolistar (Xerula pudens) ima suh klobuk brez gub in nima koreninasto podaljšanega beta
- gorski vlagobetnež (Hydropus subalpinus) ima podobno globoko zakoreninjen bet, a klobuk brez gub

## Uporabnost
Užitna.